# Елена Беркова
Елена Беркова (родена на 11 март 1985, Мурманск, РСФСР, СССР) e руска и украинска  певица, актриса, телевизионна водеща.
Родена е на 11 март 1985 година в Мурманск. Като дете тя се премества със семейството си в Николаев (Украинска ССР).
Тя започва своята порно кариера в края на 2003 година в студиото Sinsational / Sineplex, фокусирано върху западната аудитория. Първите творби  филми от поредицата Brittney’s Perversions с Бритни Скай, която е режисьор на поредицата. Филмът Къща 2, или Как да се любим с Елена Беркова (2004, компания SP) получи най  голяма слава на руския пазар.
На 2 ноември 2017 г. Беркова обяви кандидатурата си за президентските избори в Руската федерация и дори записа видео с предизборната програма.